# Albiez-le-Jeune
Albiez-le-Jeune è un comune francese di 113 abitanti situato nel dipartimento della Savoia della regione dell'Alvernia-Rodano-Alpi.

## Società

### Evoluzione demografica
Abitanti censiti